# Que Horas Ela Volta?
Que Horas Ela Volta? é um filme brasileiro de 2015, do gênero drama, escrito e dirigido por Anna Muylaert. O filme é protagonizado por Regina Casé e trata dos conflitos que acontecem entre Val, uma empregada doméstica do Brasil e seus patrões de classe média alta, criticando as desigualdades da sociedade brasileira.
A estreia mundial do filme aconteceu no início de 2015, no Sundance Film Festival, em Utah nos Estados Unidos. O longa brasileiro estreou nos cinemas de sete países europeus, antes de chegar ao Brasil em 27 de agosto de 2015. Em Portugal a estreia aconteceu em 3 de dezembro de 2015.
Em setembro de 2015, o filme foi o escolhido pelo Ministério da Cultura entre 8 longas brasileiros, para representar o Brasil na disputa pelo Oscar de melhor filme estrangeiro da edição de 2016. Porém não foi indicado ao prêmio.
Em dezembro de 2015, foi eleito um dos cinco melhores filmes estrangeiros do ano pela organização norte-americana, National Board of Review. No mesmo mês foi eleito o melhor filme do ano e entrou na lista dos 100 melhores filmes brasileiros segundo a Associação Brasileira de Críticos de Cinema (Abraccine).

## Sinopse
Val (Regina Casé), uma mulher nordestina de origem humilde, vai para São Paulo em busca de um emprego, deixando para trás sua filha Jéssica (Camila Márdila) com o avô. Na capital paulista, Val consegue o cargo de babá e depois de empregada doméstica na casa de Bárbara (Karine Teles) e José Carlos (Lourenço Mutarelli), uma família de classe média alta onde ela cuida do filho dos patrões, Fabinho (Michel Joelsas).
Treze anos depois, Val é economicamente estável, mas se sente culpada por ter deixado para trás Jéssica. De repente, sua filha decide ir a São Paulo para fazer um vestibular, na mesma época que o filho do casal, e pede apoio a mãe, esta acreditando em uma segunda chance para um melhor relacionamento entre as duas. Mesmo assim, a convivência é complicada, ainda mais pela personalidade da garota e forma como ela se comporta na casa e perante os patrões de sua mãe, se sentindo mais a vontade e não aceitando a separação de classes e posições impostas no lugar.

## Elenco
- Regina Casé como Valdirene Ferreira (Val)
- Camila Márdila como Jéssica Ferreira
- Michel Joelsas como Fábio Bragança (Fabinho)
  - Andrey Lima Lopes como Fabinho (criança)
- Karine Teles como Bárbara Bragança
- Lourenço Mutarelli como José Carlos Bragança
- Helena Albergaria como Edna
- Bete Dorgam como Janaina
- Luís Miranda como Antônio
- Luci Pereira como Raimunda
- Alex Huszar como Caveira
- Thaise Reis como Pâmela
- Nilcéia Vicente como Anita
- Hugo Villavicentino como Peruano
- Anapaula Csernik como Diléia
- Theo Werneck como Vandré

## Produção
Muylaert inicialmente imaginou fazer o filme pouco antes do lançamento de seu primeiro longa-metragem, Durval Discos (2002), mas ela sentiu que não era capaz de dirigi-lo no momento. Originalmente intitulado A Porta da Cozinha, foi baseado na própria experiência de Muylaert com uma babá, que cuidou de seu filho depois de ter deixado sua própria filha. O roteiro foi reescrito quatro vezes por ela e Casé desde a sua primeira concepção, quando Muylaert considerava que ainda estava " imaturo". Casé tem um papel importante já que ela conhece muito bem a realidade de diversas mulheres nordestinas que foram para São Paulo em busca de um emprego, e Muylaert não procurava criar uma caricatura do que seria um personagem real. Ao contrário, ela escreveu a história, porque em sua opinião, cuidar de crianças de outras pessoas é "trabalho sagrado que é muito subestimado."
Que Horas Ela Volta? foi filmado em fevereiro de 2014, em uma mansão no Morumbi, um bairro de classe média alta de São Paulo e demorou nove meses para ser concluído.

## Lançamento e recepção

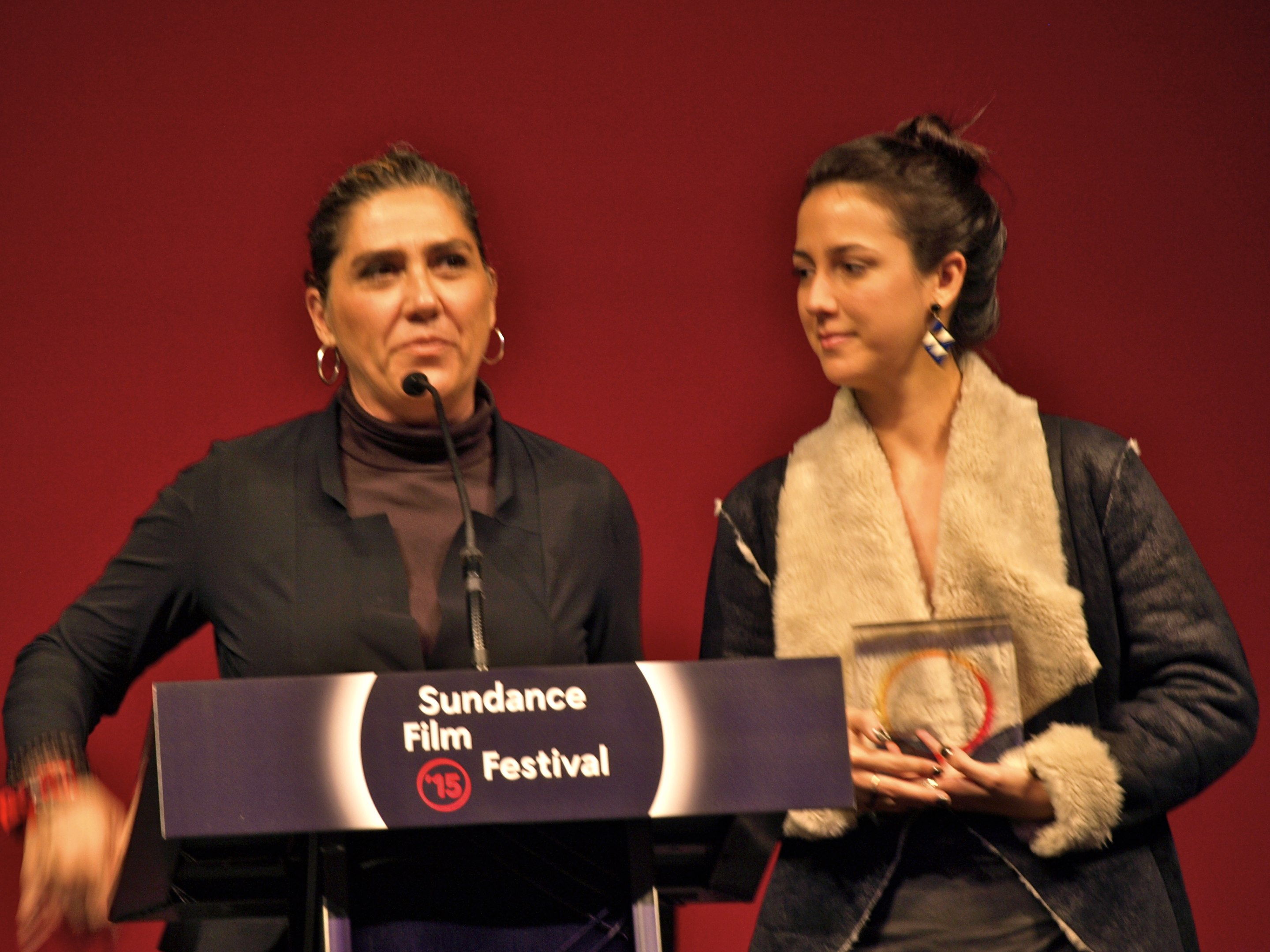
Anna Muylaert e Camila Márdila recebendo prêmio no Festival de Sundance 2015

Sua primeira estreia ocorreu no início de 2015, no Sundance Film Festival 2015, em que Casé e Camila Márdila dividiram o Prêmio World Cinema Dramatic Especial Jury por suas atuações como protagonistas no filme. Na Europa,  sua estreia aconteceu na seção Panorama do 65th Berlin International Film Festival, onde ganhou o Prêmio Panorama Audience (prêmio de melhor audiência). Já em Junho de 2015, a diretora e roteirista Anna Muylaert venceu o prêmio de melhor Direção no Valletta Film Festival, na Ilha de Malta.
Segundo a revista norte-americana The Hollywood Reporter,"este drama denso e cheio de camadas disseca com humor e precisão arrepiante as diferenças de classe e a relação entre as mães reais e os cuidadores e questiona o privilégio como algo estanque". Continua lembrando que "uma ex-crítica de cinema que também co-escreve filmes feitos por outros, faz aqui um trabalho hábil ao contar a sua história e apresentar seus personagens e dilemas de uma maneira que convida o espectador à reflexão, imediatamente".
Isabela Boscov listou como um dos seus filmes favoritos de 2015.
Em 15 de dezembro de 2014 The Match Factory adquiriu os direitos internacionais do filme.
Os críticos constataram que a primeira divulgação do filme no programa Fantástico da Rede Globo tinha um discurso que contrariava as ideias apresentadas no filme. Posteriormente o programa apresentou uma reportagem mais coerente com o filme. A presidente do sindicato dos empregadores domésticos do estado de São Paulo afirmou que "não aprendi muita coisa com o filme".

## Bilheteria
Até o dia 25 de outubro de 2015, o filme levou 454 mil espectadores aos cinemas brasileiros. Antes de estrear no Brasil, o longa já tinha sido visto por quase meio milhão de pessoas na Europa. Somente na França em apenas quatro semanas de exibição o filme superou a marca de 150 mil ingressos vendidos. Na Itália alcançou a 8ª posição do ranking dos filmes mais vistos. Nos Estados Unidos teve uma bilheteria considerada satisfatória para uma produção estrangeira, arrecadando US$ 376.986.

## Principais prêmios e indicações
| Ano  | Prêmio/Festival                               | Categoria                                                              | Resultado |
| ---- | --------------------------------------------- | ---------------------------------------------------------------------- | --------- |
| 2015 | Festival de Sundance                          | Prêmio Especial do Júri Pela Atuação para Regina Casé e Camila Márdila | Venceu    |
| 2015 | Festival de Sundance                          | Grande Prêmio do Júri                                                  | Indicado  |
| 2015 | Festival de Berlim                            | Prêmio do Público de Melhor ficção na Mostra Panorama                  | Venceu    |
| 2015 | Festival de Berlim                            | Prêmio CICCAE                                                          | Venceu    |
| 2015 | RiverRun International Film Festival          | Melhor Roteiro                                                         | Venceu    |
| 2015 | Seattle International Film Festival           | Melhor Atriz para Regina Casé                                          | 4º lugar  |
| 2015 | World Cinema Amsterdam Festival               | Prêmio do Público para Melhor Filme                                    | Venceu    |
| 2015 | Festival de Cinema de Lima                    | Troféu APC                                                             | Venceu    |
| 2015 | Valletta Film Festival                        | Melhor Direção para Anna Muylaert                                      | Venceu    |
| 2015 | Festival de Cinema Brasileiro em Moscou       | Prêmio do Público para Melhor Filme                                    | Venceu    |
| 2015 | Premios Fénix de 2015                         | Melhor Atriz para Regina Casé                                          | Indicado  |
| 2015 | National Board of Review                      | Top 5 de Filmes Estrangeiros                                           | Top 5     |
| 2015 | Troféu APCA                                   | Melhor Filme                                                           | Venceu    |
| 2015 | Troféu APCA                                   | Melhor Atriz de Cinema para Regina Casé                                | Venceu    |
| 2015 | Ljubljana International Film Festival         | Prêmio do Público para Melhor Filme (Dragon Audience Award)            | Venceu    |
| 2015 | Washington D.C. Area Film Critics Association | Melhor Filme Estrangeiro                                               | Indicado  |
| 2015 | Abraccine                                     | Melhor Longa Brasileiro                                                | Venceu    |
| 2016 | Satellite Awards                              | Melhor Filme Estrangeiro                                               | Indicado  |
| 2016 | Critics' Choice Awards                        | Melhor Filme Estrangeiro                                               | Indicado  |
| 2016 | Grande Prêmio do Cinema Brasileiro            | Melhor Filme                                                           | Venceu    |
| 2016 | Grande Prêmio do Cinema Brasileiro            | Melhor Direção para Anna Muylaert                                      | Venceu    |
| 2016 | Grande Prêmio do Cinema Brasileiro            | Melhor Atriz para Regina Casé                                          | Venceu    |
| 2016 | Grande Prêmio do Cinema Brasileiro            | Melhor Atriz coadjuvante para Camila Márdila                           | Venceu    |
| 2016 | Grande Prêmio do Cinema Brasileiro            | Melhor Ator coadjuvante para Lourenço Mutarelli                        | Indicado  |
| 2016 | Grande Prêmio do Cinema Brasileiro            | Melhor Direção de Fotografia                                           | Indicado  |
| 2016 | Grande Prêmio do Cinema Brasileiro            | Melhor Roteiro Original                                                | Venceu    |
| 2016 | Grande Prêmio do Cinema Brasileiro            | Melhor Direção de Arte                                                 | Indicado  |
| 2016 | Grande Prêmio do Cinema Brasileiro            | Melhor Figurino                                                        | Indicado  |
| 2016 | Grande Prêmio do Cinema Brasileiro            | Melhor Efeito Visual                                                   | Indicado  |
| 2016 | Grande Prêmio do Cinema Brasileiro            | Melhor Montagem Ficção                                                 | Venceu    |
| 2016 | Grande Prêmio do Cinema Brasileiro            | Melhor Som                                                             | Indicado  |
| 2016 | Grande Prêmio do Cinema Brasileiro            | Melhor Trilha Sonora Original                                          | Indicado  |
| 2016 | Grande Prêmio do Cinema Brasileiro            | Melhor Longa-metragem Ficção (Voto Popular)                            | Venceu    |